# Michael Mellamphy
Michael Mellamphy (County Cork, 1 juni 1977) is een Ierse acteur. Mellamphy is het meest bekend door zijn rol in het computerspel Red Dead Redemption 2 uit 2018, waar hij de motion capture van het personage Sean Macguire verzorgde.

## Biografie
Michael Mellamphy is geboren en opgegroeid in County Cork, Ierland. Nadat hij op het podium had gewerkt en gespeeld in Dublin, Ierland, verhuisde hij in 2000 naar New York.

## Filmografie

### Films
| Jaar | Titel               | Rol       |
| ---- | ------------------- | --------- |
| 2008 | The Hindenburg Omen | Bartender |

### Series
| Jaar | Titel                             | Rol              |
| ---- | --------------------------------- | ---------------- |
| 2013 | The Good Wife                     | Man in a Tux     |
| 2014 | Living in Exile                   | Richard          |
| 2018 | Quantico                          | Bartender        |
| 2018 | Law & Order: Special Victims Unit | Bartender, Davey |
| 2020 | I Know This Much Is True          | Sgt. O'Meara     |

### Computerspellen
| Jaar | Titel                 | Rol           |
| ---- | --------------------- | ------------- |
| 2018 | Red Dead Redemption 2 | Sean Macguire |